# 삼산로 (울산)
삼산로(Samsan-ro)는 울산광역시 남구 신정동 공업탑로터리와 삼산동 태화강역앞 교차로를 잇는 울산광역시의 도로이다. 전 구간 울산광역시도 40호선으로 지정되어 있다.

## 연혁
- 2001년 3월 22일 : 공업탑로터리 ~ 번영사거리 ~ 울산역 4.21km 구간에 울산광역시도 40호선 부여[1]

## 주요 경유지
울산광역시
- 남구 (신정동 · 달동 · 삼산동)

## 노선
| 이름                  | 접속 노선                                                                                 | 소재지     | 소재지 | 비고 |
| --------------------- | ----------------------------------------------------------------------------------------- | ---------- | ------ | ---- |
| 공업탑로터리          | 국도 제31호선 울산광역시도 51호선 (두왕로) (봉월로) 울산광역시도 30호선 (문수로) (수암로) | 울산광역시 | 남구   |      |
| 남부경찰서앞 교차로   | 삼산로35번길                                                                              | 울산광역시 | 남구   |      |
| 달동사거리            | 중앙로                                                                                    | 울산광역시 | 남구   |      |
| 태화신협앞 교차로     | 삼산로93번길 삼산로94번길                                                                 | 울산광역시 | 남구   |      |
| 파크랜드 교차로       | 삼산로113번길                                                                             | 울산광역시 | 남구   |      |
| 동평사거리            | 신정로                                                                                    | 울산광역시 | 남구   |      |
| 동평중학교입구 교차로 | 삼산로155번길 삼산로156번길                                                               | 울산광역시 | 남구   |      |
| 번영사거리            | 울산광역시도 61호선 (번영로)                                                              | 울산광역시 | 남구   |      |
| MH컨벤션사거리        | 왕생로                                                                                    | 울산광역시 | 남구   |      |
| 현대백화점사거리      | 삼산중로                                                                                  | 울산광역시 | 남구   |      |
| 롯데호텔앞 교차로     | 삼산로278번길                                                                             | 울산광역시 | 남구   |      |
| 터미널사거리          | 울산광역시도 71호선 (화합로)                                                              | 울산광역시 | 남구   |      |
| 농수산물시장앞 교차로 | 삼산로317번길 삼산로318번길                                                               | 울산광역시 | 남구   |      |
| 농수산물시장사거리    | 정동로                                                                                    | 울산광역시 | 남구   |      |
| 삼산사거리            | 남중로                                                                                    | 울산광역시 | 남구   |      |
| 태화강역앞 교차로     | 울산광역시도 41호선 (산업로)                                                              | 울산광역시 | 남구   |      |

## 주요 건물 및 시설
- 이든바인하츠오피스텔 (울산광역시 남구 삼산로 37)
- 신정오펠리움플러스오피스텔 (울산광역시 남구 삼산로 50)
- 롯데마트 울산점 (울산광역시 남구 삼산로 74)
- 삼환아르누보아파트 (울산광역시 남구 삼산로 87)
- 굿모닝병원 (울산광역시 남구 삼산로 110)
- 한국자산관리공사 울산지부 (울산광역시 남구 삼산로 176)
- 삼성생명 울산빌딩 (울산광역시 남구 삼산로 182)
- 한국주택금융공사 울산지사 (울산광역시 남구 삼산로 197)
- 신라스테이 울산 (울산광역시 남구 삼산로 200)
- 롯데시티호텔 울산 (울산광역시 남구 삼산로 204)
- 뉴코아아울렛 울산점 (울산광역시 남구 삼산로 217)
- MH컨벤션웨딩홀 (울산광역시 남구 삼산로 226)
- 울산센트럴자이아파트 (울산광역시 남구 삼산로 231)
- 참바른병원 울산점 (울산광역시 남구 삼산로 247)
- 현대백화점 울산점 (울산광역시 남구 삼산로 261)
- 중소벤처기업진흥공단 울산지역본부 (울산광역시 남구 삼산로 274)
- 롯데호텔 울산 (울산광역시 남구 삼산로 282)
- 롯데백화점 울산점 (울산광역시 남구 삼산로 288)
- 울산농수산물도매시장 (울산광역시 남구 삼산로 324)
- 삼산로코아루벨라채오피스텔 (울산광역시 남구 삼산로 358)